# Bromoetano
Il bromoetano è un composto chimico appartenente al gruppo degli alogenuri alchilici. I chimici usano l'abbreviazone EtBr. Questo composto è volatile e ha l'odore simile all'etere. La formula bruta è C2H5Br. Il composto è infiammabile e velenoso.

## Produzione
La preparazione del bromoetano avviene in genere per addizione di Acido bromidrico (HBr) all'etene:
H2C=CH2  +  HBr  →  H3C-CH2Br
Il bromoetano è economico e raramente viene prodotto in laboratorio. La sintesi di laboratorio può essere ottenuta a partire da etanolo e una miscela di acidi bromidrico e solforico.